# Hässleholms kyrka
Hässleholms kyrka är en kyrkobyggnad högt upp på kyrkbacken centralt i Hässleholm. Den tillhör Hässleholms församling i Lunds stift.

## Kyrkobyggnaden
Kyrkan är uppförd av rött handslaget tegel från Yddinge tegelbruk och står på en sockel av granit. Den invigdes 1914, samma år som Hässleholm blev stad. Ritningarna var utförda av Fredrik Sundbärg, Landskrona.
Kyrkan består av ett långhus med rektangulär grundplan. Koret ligger i öster och kyrktornet i väster. Byggnadsstilen är en blandning av olika stildrag och ansluter till skånskt medeltida kyrkobygge. Torn och korparti är försedda med trappgavlar. 1957 byttes takbeläggningen ut från tegelpannor till kopparplåt. Under 1980-talets renovering byttes fasadernas sönderfrusna tegelstenar ut och fogades om med kalkbruk. Innerväggarna befriades från plastfärg och vitkalkades.

## Interiör
Invändigt präglas kyrkan av de höga, luftiga valven, de kraftiga pelarna samt ljusflödet genom de höga fönstren. Kortaket bärs upp av två väldiga kolonner av granit som var och en är huggna i ett block. Högst upp i koret finns ett målat rosettfönster som har motivet: Lammet med korsfanan.

## Inventarier
- Dopfunten är placerad i ett sidoskepp vid södra sidan.
- Predikstol och altare är utförda efter ritningar av arkitekten Axel Lindgren.
- Den gamla altartavlan placerad i kryptan är signerad Georg Hansen. Dess motiv är Jesu uppståndelse.

### Orgel
- 1914 eller 1920 byggdes kyrkans första orgel av Olof Hammarberg, Göteborg. Den hade 20 stämmor.
- På orgelläktaren står den orgel som byggdes 1955 av Marcussen & Søn, Aabenraa, Danmark. Orgeln har 2812 pipor fördelade på 42 stämmor, tre manualer och pedal. Den har mekanisk traktur och registratur. Pedalen har pneumatisk registratur och 2 fria kombinationer. Fasaden till orgeln är nybyggd.

| Ryggpositiv I     | Huvudverk II      | Bröstverk III     | Pedal              | Koppel |
| Gedackt 8’        | Quintadena 16’    | Gedackt 8’        | Principal 16’      | I/P    |
| Quintadena 8’     | Principal 8’      | Blockflöjt 4’     | Subbas 16’         | II/P   |
| Principal 4’      | Rörflöjt 8’       | Principal 2’      | Oktava 8’          | III/P  |
| Koppelflöjt 4’    | Oktava 4’         | Gedacktflöjt 2’   | Gedackt 8'         | I/II   |
| Oktava 2’         | Spetsflöjt 4’     | Oktava 1'         | Oktava 4’          | III/II |
| Waldflöjt 2'      | Spetsquint 2 2⁄3' | Sesquialtera 2 ch | Nachthorn 2'       |        |
| Sivflöjt 1 1⁄3’   | Oktava 2’         | Cymbel 1 ch       | Quintadena 2' + 1' |        |
| Sesquialtera 2 ch | Mixtur 5 ch       | Vox humana 8'     | Mixtur 6 ch        |        |
| Scharf 4 ch       | Cymbel 3 ch       | Regal 4'          | Fagott 16'         |        |
| Dulcian 16'       | Trumpet 8'        | Tremulant         | Trumpet 8'         |        |
| Krumhorn 8'       |                   |                   | Skalmeja 4'        |        |
| Tremulant         |                   |                   | Cornet 2'          |        |

#### Kororgel
- Kororgeln är byggd 1964 av Grönlunds orgelbyggeri AB, Gammelstad. Orgeln har 6 stämmor och är mekanisk.

| Manual        | Pedal      | Koppel  |
| Gedackt 8’    | Subbas 16’ | Man/Ped |
| Principal 4’  |            |         |
| Rörflöjt 4’   |            |         |
| Waldflöjt 2’  |            |         |
| Cymbel 3 chor |            |         |

## Bildgalleri

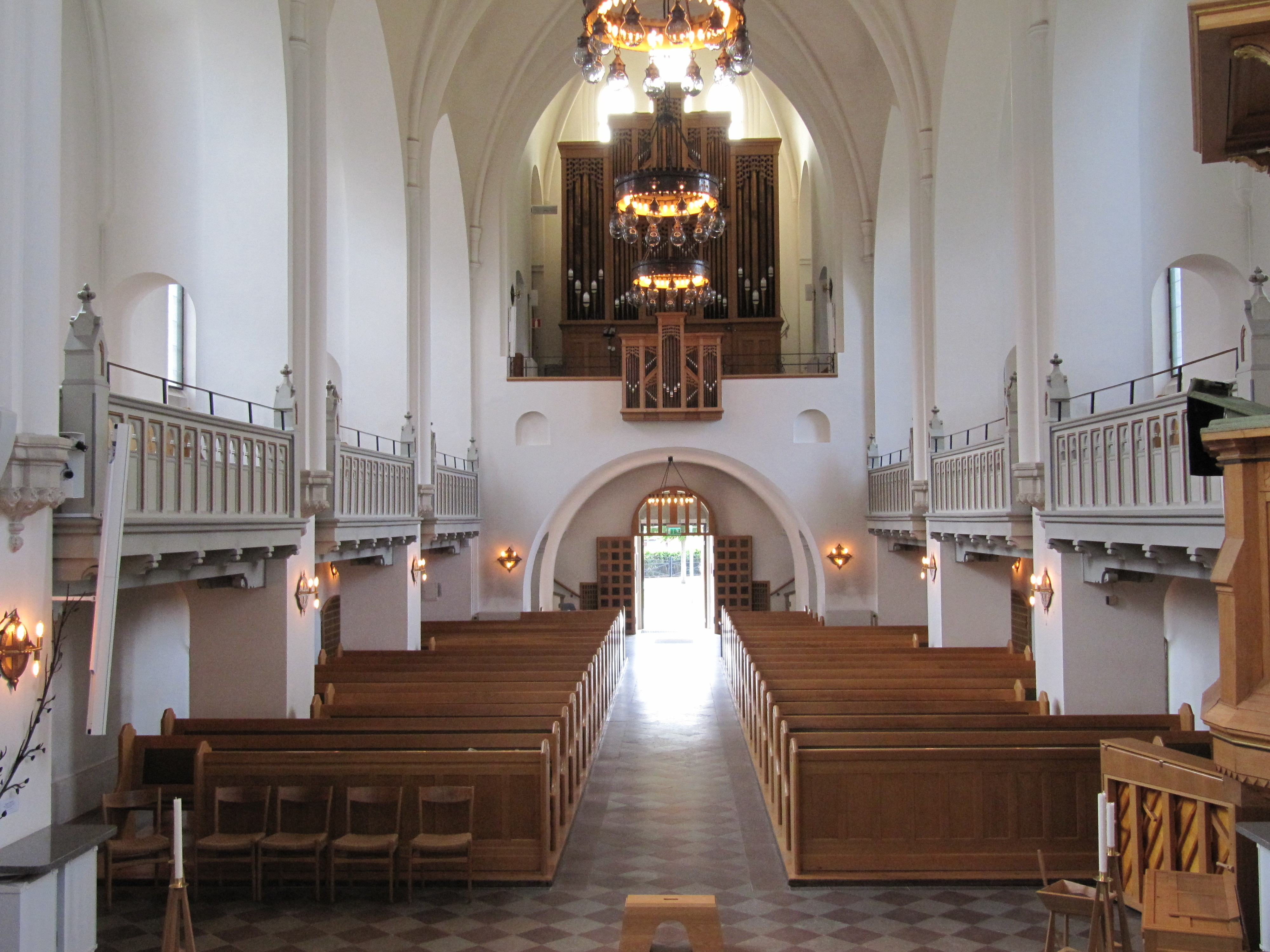
Kyrkorum mot orgelläktare
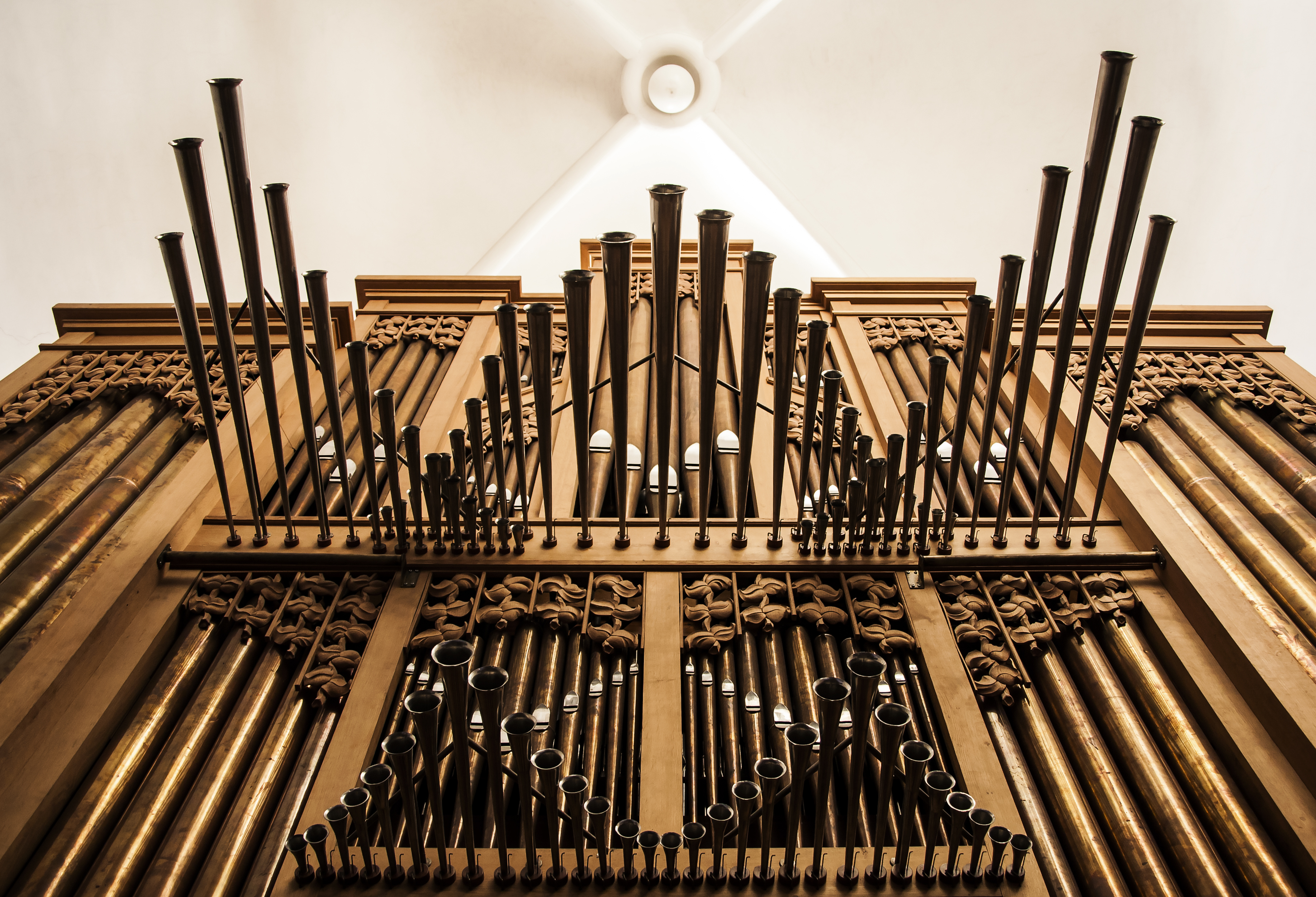
Stora orgeln från 1955
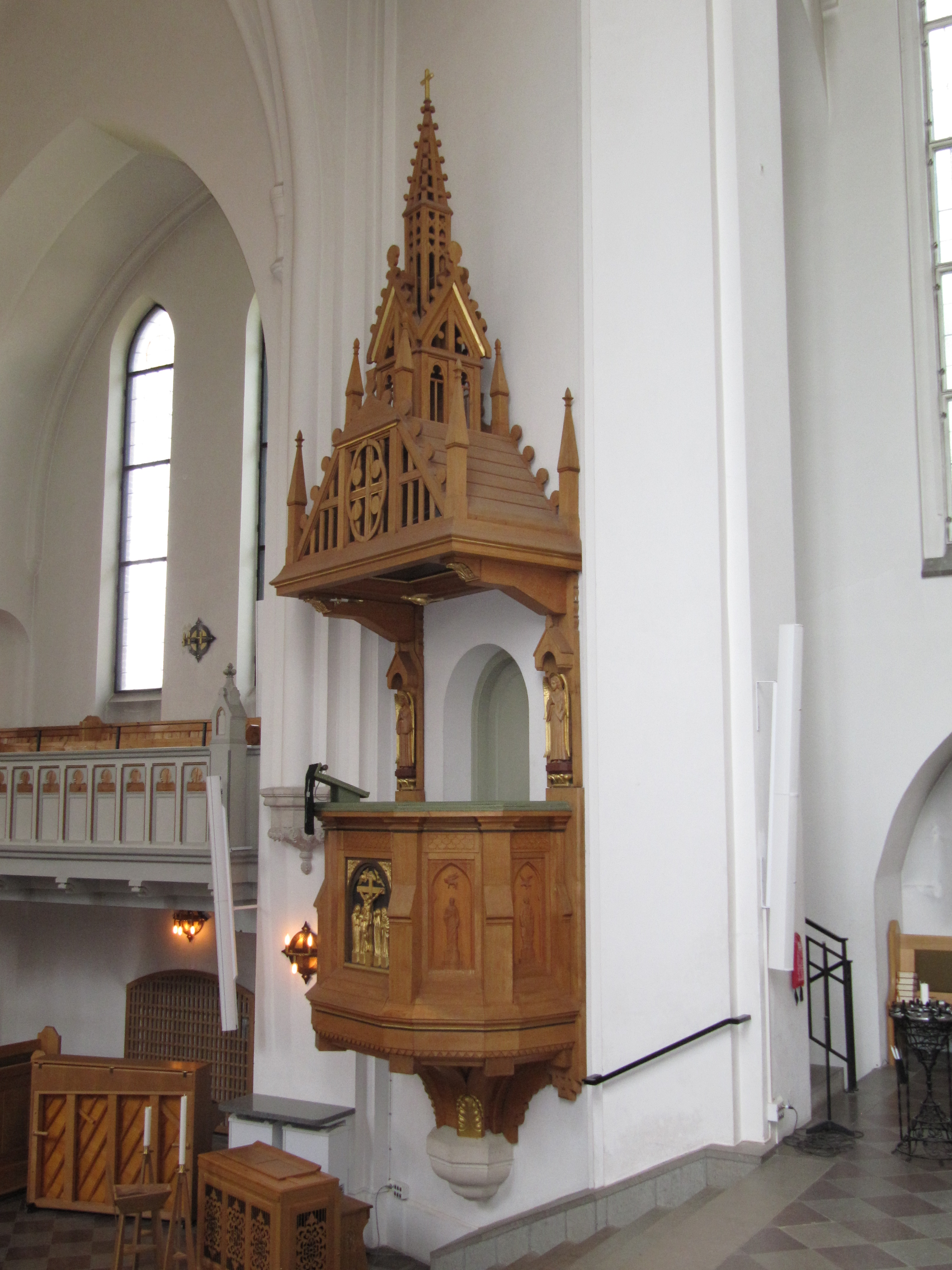
Predikstol
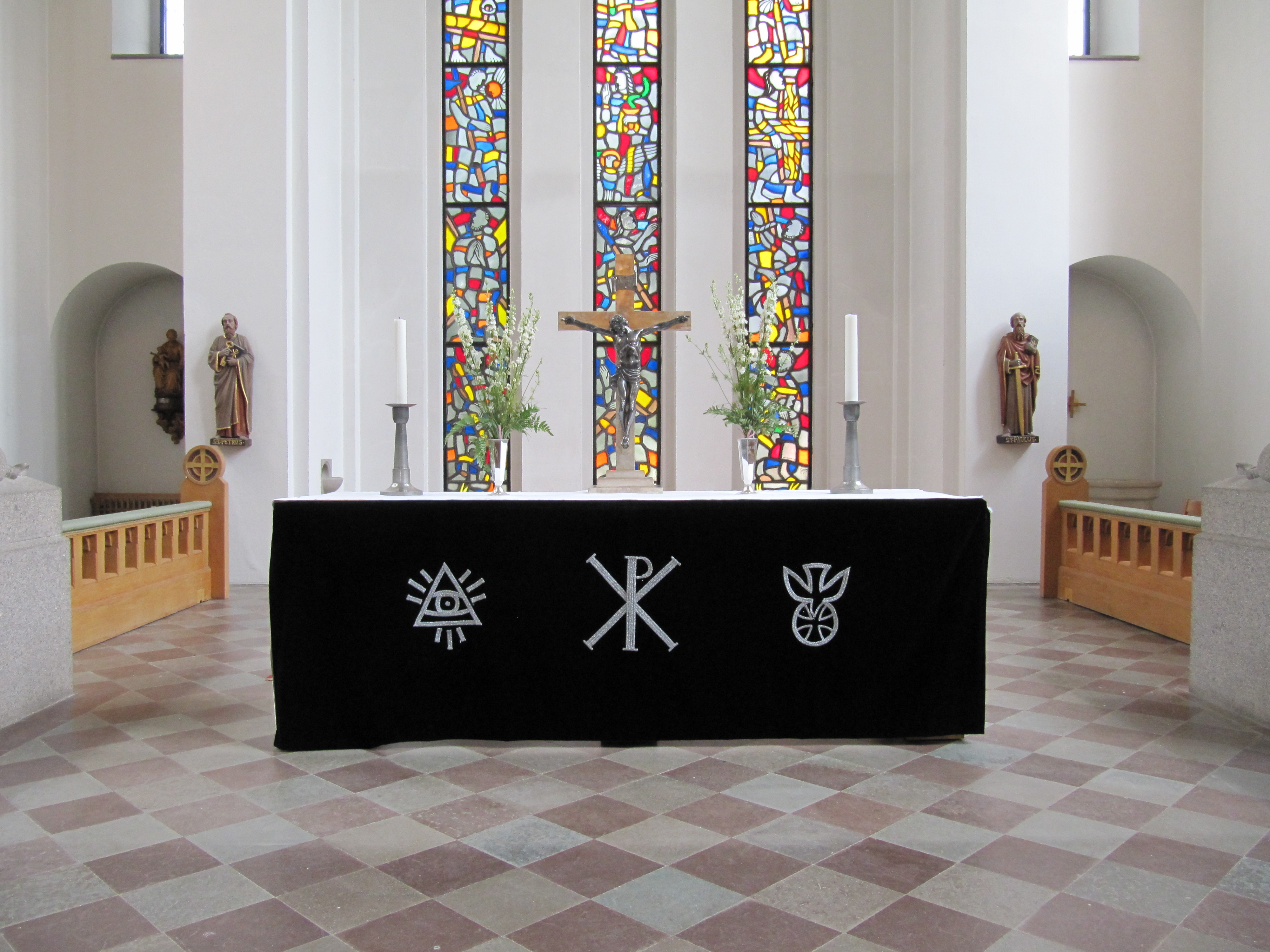
Altare
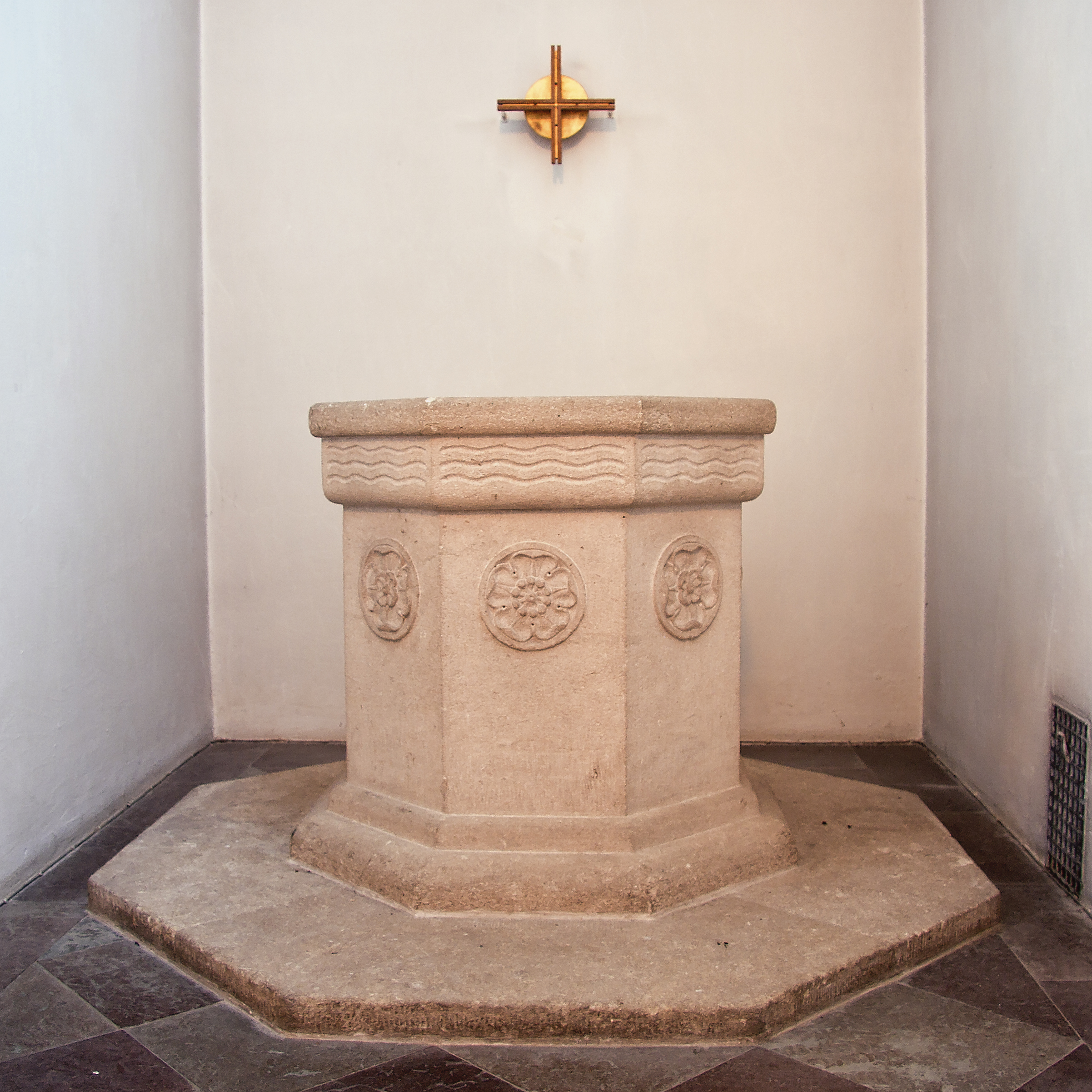
Den gamla dopfunten
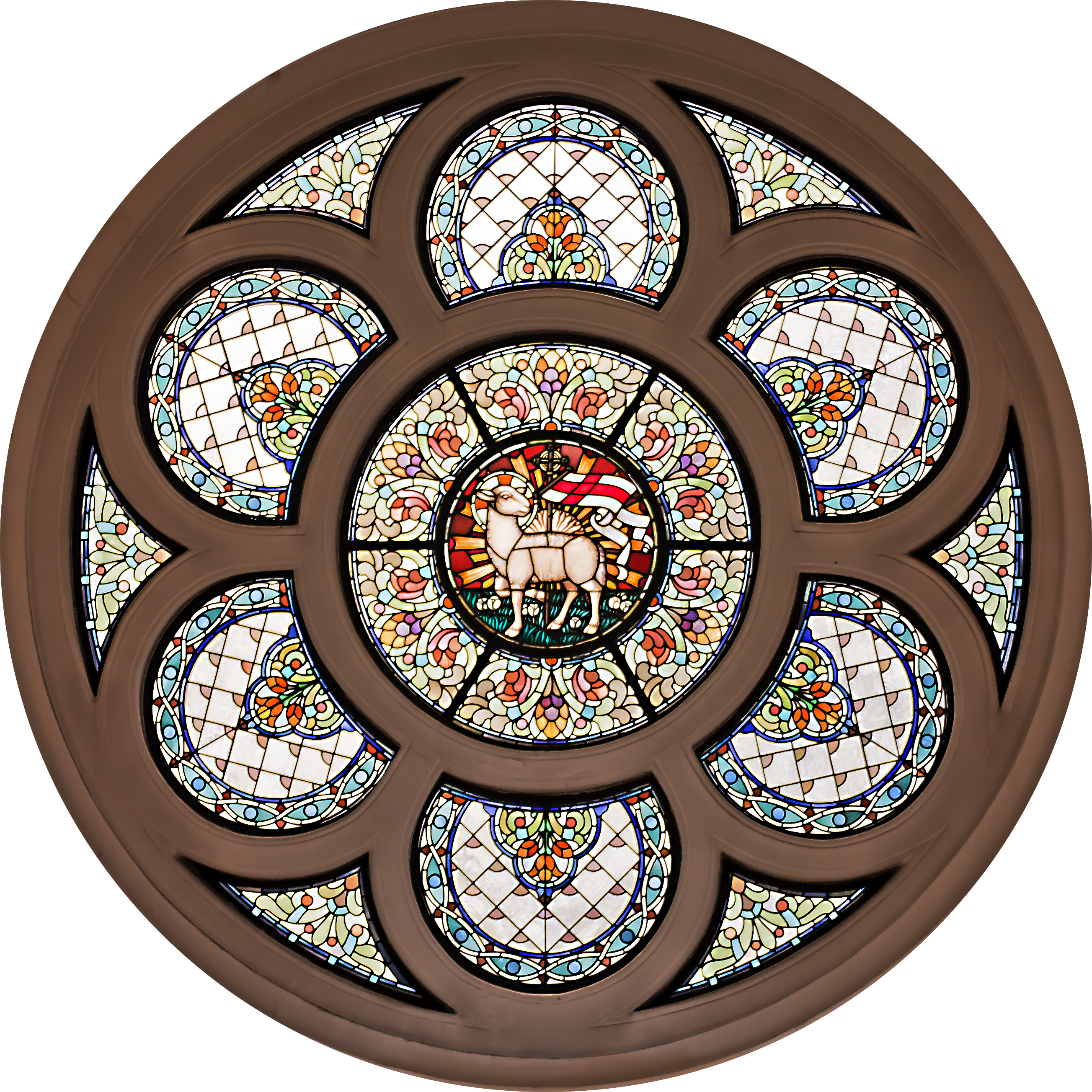
Korets rosfönster
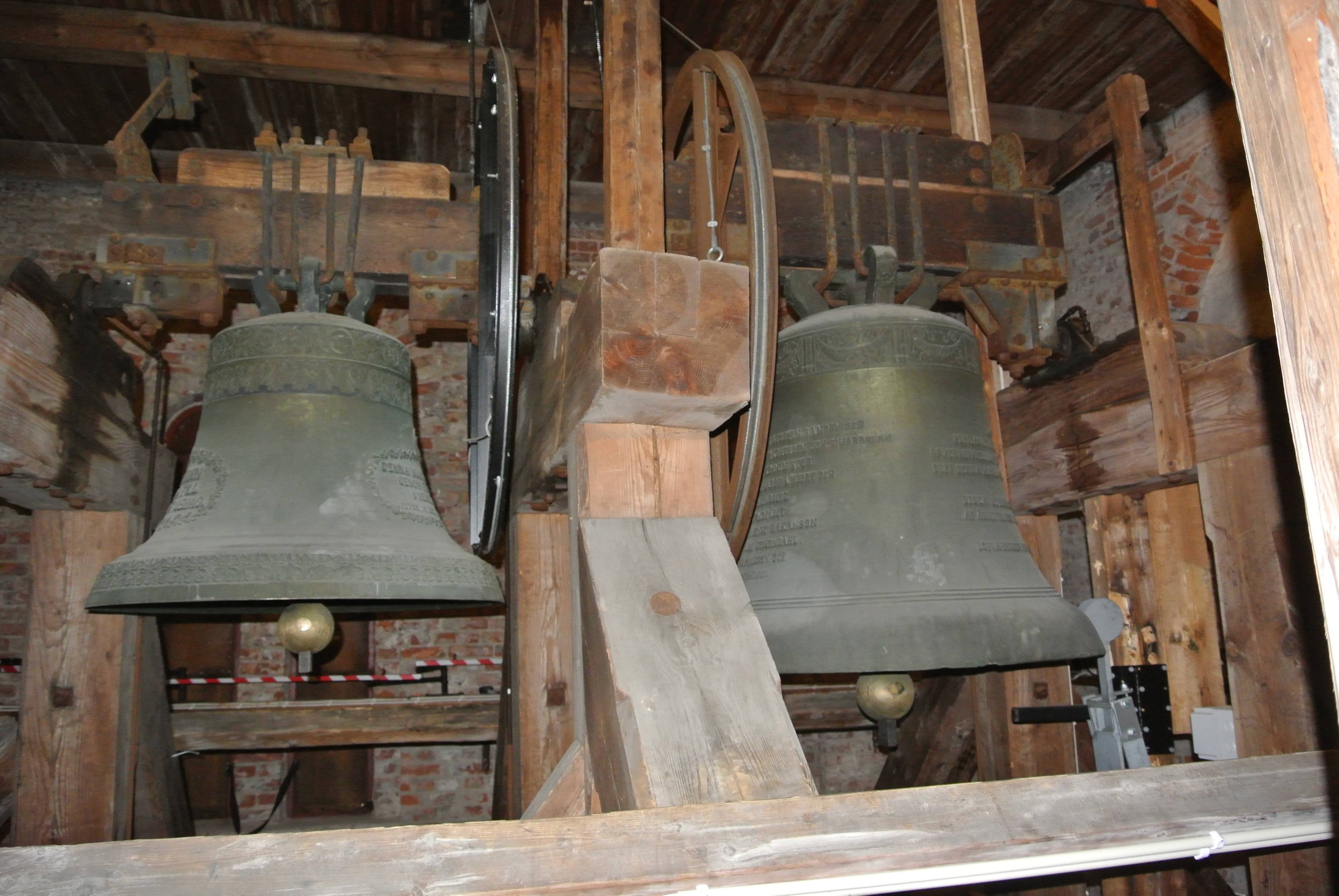
Klockorna

### Webbkällor
- Åsbo Släkt- och Folklivsforskare
- Helena Nilsson: Hässleholms kyrka - utvändiga arbeten, Antikvarisk kontrollrapport, 2006-2007, Regionmuseet Kristianstad[död länk]

### Fotnoter
1. ↑  ”Hässleholms kyrka”. Svenska kyrkan. Arkiverad från originalet den 17 juli 2019. https://web.archive.org/web/20190717171701/https://www.svenskakyrkan.se/hassleholm/hassleholmskyrkan. Läst 15 oktober 2017.